# Armstrong Whitworth AW.681
L’Armstrong Whitworth AW.681, également connu sous le nom Whitworth Gloster 681 ou Hawker Siddeley HS.681, était un projet d’appareil de transport militaire STOL à long rayon d’action conçu par Armstrong Whitworth Aircraft qui devait évoluer vers un appareil VTOL. Il fut conçu pour répondre aux spécifications de l’OTAN BMR-4.

## Conception et développement
Dans le cadre d’un programme de remplacement des Handley Page Hastings et des Blackburn Beverley C.1 du Transport Command de la Royal Air Force, le gouvernement britannique décide de lancer l’étude détaillée et la fabrication d’un avion-cargo militaire à décollage court et même vertical. Il s’agit de la suite logique du programme OR.351 (Operation Requirement 351) lancé en 1961 d’où vont émerger principalement trois projets, le B.A.C. 208, l’AW.681 et un dérivé du Short Belfast. Le choix pour le deuxième appareil est annoncé au début de mars 1963 par Mr Julian Amery,
L’appareil dispose de 4 nacelles de voilure contenant des réacteurs de type Rolls-Royce RB.141 Medway avec une voilure devant comporter des dispositifs hypersustentateurs (système de contrôle de la couche limite, volets soufflés). En outre, l’appareil dispose d’ailes en flèche montées en position haute, d’un fuselage droit jusqu’à la dérive, comporte une porte et une rampe d’accès à la soute ainsi qu’un empennage en T.
Cette configuration confère à l’appareil des capacités de décollage et atterrissage courts uniquement. Elle doit permettre à l’appareil d’évoluer sur des pistes courtes et/ou sommairement aménagées. Typiquement, l’avion de transport doit pouvoir décoller normalement à pleine charge (masse maximale de l’ordre de 68 tonnes) d’une piste en dur, de transporter une charge utile de l’ordre de 15 tonnes sur quelques milliers de kilomètres et d’effectuer un atterrissage court avant d’en repartir.
L’utilisation de réacteurs additionnels RB.162-64 de sustentation d’une poussée de 26,7 kN ou le remplacement des réacteurs Medway par 4 turboréacteurs Rolls-Royce Pegasus à flux dirigé a même été proposé pour donner à l’appareil des capacités d’atterrissage vertical.
Le projet était en développement pour la Royal Air Force lorsqu’il fut annulé en janvier 1965.

## Avions similaires
- Boeing YC-14
- Dornier Do 31
- McDonnell Douglas YC-15